# 国籍
国籍（こくせき）とは、個人と特定の国家を法的に結びつける絆であり、18世紀以降のヨーロッパにおいて市民革命を経て国民国家という概念が生まれたことに対応して形成された概念である。

## 国籍の機能

### 国内法的機能
かつては自国の国籍を有しない外国人に法律上何らの保護を与えなかった時代、外国人の権利を著しく制限した時代もあったが、今日では一般的には外国人も内国人と同じような法律上の地位が認められ、特に私法上の権利については内外人平等が原則である。
もっとも、いくつかの領域では自国の国籍の有無が権利の享有又は義務の負担の基準となることがある。例えば、参政権はその性質上自国の国籍を有するものしか認められないと解され（ただし、地方自治体水準では例外および議論がある）、入国・居住の権利についても基本的に自国民しか享有主体にはならない。したがって、外国に居住して勤労に従事して生計を立てることには一般的に大きな困難が伴う。ただし、ニュージーランドでは永住権を持つ永住者に国政選挙での選挙権が与えられている。なお、公務就任権については、参政権との関係で自国の国籍を有することが必須と考えることもできるが、全く就任することが不可能と言えるかについては、議論がある（国籍条項を参照）。
また、外国人は経済政策上の理由などにより私法上の権利を制約されることがある（鉱業権、漁業権など）。
国際私法では、特に家族法の領域で準拠法決定のための連結点としての機能を有する場合がある（属人法を参照）。例えば、婚姻の成立要件については、婚姻の当事者が国籍を有する国の法（本国法）の適用が原則とされることがある（もっとも、当事者の住所地法を準拠法とする例もある）。

### 国際法的機能
国籍の国際法的機能の一つとして、国家の外交的保護権、すなわち国家は自国民が他国によって身体や財産の侵害を被った場合に、加害国に対して適切な救済を与えるよう要求することが認められる。ここで、国内法上有効に付与された国籍であっても、国際法上の対抗力を欠く場合がある。国際司法裁判所はノッテボーム事件において、個人と国籍国との間に真正の連関基準が無い場合には外交的保護権を発動できないとした。
また、何らかの理由により自国民が他国に在留することができなくなった場合には、国家は自国民を自国領域に受け入れる義務がある。

## 国籍立法の原則

### 国内管轄の原則
国際法の原則上、国籍の得喪に関する立法は各国の国内管轄事項であるとされている。もっとも無制限に妥当するものではなく、国籍の決定に関する条約を締結した国家は、国内立法に際して条約による制約を受けるのはもちろんである。ただし、国内法的側面において、憲法を頂点とする国内法秩序と国際法である条約との優劣をどのように位置付けるかという論点が存在する。
例えば、日本では条約は憲法には劣後し法律に優先するものと一般に考えられているので、国会が国籍に関する立法を行う際に条約による制約を受けることになるが、仮に条約の内容が憲法に抵触するものである場合には、国会は憲法に従うことを優先しなければならないので、その限りにおいて条約の内容に反する立法が行われることとなろう。一方、アメリカのように条約と法律が同順位であると考えている国では、先に締結された条約に反する内容の国内立法を行うことが許されるということになろう。
国籍の得喪に関する国内法の存在形態については、憲法典に規定を置く形態（ドミニカ共和国、ジャマイカなど）、民法典に規定を置く形態（フランス、スペインなど）、複数の法典に分散させる形態（ポルトガル、パナマなど）もあるが、多くの国では国籍の得喪に関して規定した一つの法典を制定している（日本、アメリカ合衆国、ドイツ、大韓民国など）。
国籍の得喪に関する立法は各国の国内管轄事項である以上、各国がそれぞれ独自の国籍法を制定することになる。各国の国籍法の内容が全て一致する保証はないため、重国籍や無国籍が生じる可能性は常に存在する。換言すれば、重国籍や無国籍は国籍法が各国の国内管轄事項とされていることから論理必然的に生じる現象である。

### 国籍唯一の原則
人は必ず国籍を持ち、かつ唯一の国籍を持つべきとする原則である。国籍単一の原則とも呼ばれる。この原則に反することを国籍の抵触といい、多重国籍を国籍の積極的抵触、無国籍を国籍の消極的抵触と呼ぶこともある。
多重国籍の場合、複数の国家から国民としての義務の履行を要求が問題と考える視点と、それぞれ履行すればよいではないかという視点がある。いずれの国家の外交的保護を認めるかという点で紛糾を生じる場合があるという見方もあるが、外交的保護権は排他的でないという見方もある。
かつては多重国籍による不都合を避けるために立法上の工夫がされてきたが、国際化社会が進んだ現在では欧米などを中心に多重国籍を容認する国が増えてきており、国籍唯一の原則はもはや国際的趨勢とは到底言いがたい状況にある。

### 国籍自由の原則
かつてはカルヴィン裁判を例とする永久忠誠の原則が支配し、国籍の変更・離脱は自由には認められていなかったが、その後、国家による国籍の強制は決して望ましいものではないという考え方が支配的になり、国籍離脱を認める国内立法がされるようになった。国民が国家に対して忠誠を尽くすのではなく、国家がそれぞれの国民に対してわけ隔てなく奉仕するのが現代の社会福祉国家観であるから、国家による国籍の強制を許すべきでないのは当然であろう。もっとも、国籍唯一の原則との関係から、無国籍になる自由までも含むものではないので、それらを防止する限度では制約を加えることも許されるとしている。
日本では、明治憲法は国籍の離脱について規定を置いておらず、旧国籍法（明治32年法律第66号）は国籍離脱の自由を認めず一般的には政府の許可を要するとしていた。戦後、日本国憲法は海外移住及び国籍離脱の自由を明文を以って認めた（日本国憲法第22条第2項）。なお現在、国籍離脱の自由を認めていない国としてアルゼンチンがある（ブラジルは憲法第12条第4項の規定により国籍離脱が可能）。

## 国籍の取得

### 出生による取得
出生による国籍の取得については、親の血統と同じ国籍を子に与える立法、すなわち自国民から生まれた子に自国の国籍の取得を認める血統主義と、出生地の国籍を子に与える立法、すなわち自国で生まれた子に自国の国籍の取得を認める出生地主義とがある。
日本をはじめ、韓国やドイツなどは血統主義が原則であるのに対し、アイルランドなどは出生地主義が原則である。
ただしいずれの国家の立法も、一方の主義に徹底しているわけではなく、無国籍防止や子供の人権擁護の観点から両者を併用している。上記のドイツも含め、EU諸国では血統主義であっても、少なくとも自国に永住する外国人の子や孫には国籍の取得を認めている例が多い。
アメリカ合衆国に至っては、血統主義と出生地主義の完全な二本立てとなっており、片方の親が外国籍でかつ外国で生まれた子であっても、もう片方の親がアメリカ人であれば、その者が子の出生届をアメリカの国籍移民局（US Citizenship and Immigration Services）または滞在国にあるアメリカ大使館に提出することにより、その子のアメリカ国籍が自動的に認められる。
日本でも、日本で生まれたが両親の所在が分からなくなったり、無国籍の両親から生まれたりした子供には日本国籍を与えている。無国籍者の発生は、人道上大変憂慮すべき事態であるからである。

### 身分行為による取得
外国人に国籍を付与することと、元々持っていた外国籍の放棄との二つの問題がある。国によっては、外国人が自国民との間で婚姻、養子縁組などの身分行為をした場合に国籍の取得を認める立法例がある。このような事由による国籍の取得が認めるのは、家族によって国籍が異なると、国籍を異にする国家間で戦争などがあった場合に家族が崩壊する恐れがあるとの考慮などによるのではなく、国籍がないと、当該国での生活に制約が出るため、身分行為を行った外国人に国籍を付与して、当該外国人及び家族の生活の便宜を図ることに目的がある。
もっとも、このような立法例は少なくなっており、日本の国籍法でも準正の場合に届出がされる場合を除き採用されていない。

### 帰化による取得
出生後に国籍を取得すること全てを指す場合もあるが、基本的には、出生後の国籍取得のうち本人の志望に基づき国家が国籍を付与する場合を帰化という。
法律で定められた条件を満たす場合は当然帰化できる立法例（アメリカ）と、定められた条件を満たす場合でもなお帰化の決定について行政機関に一定の裁量が認められる立法例（日本、イギリス）がある。

## 国籍の喪失

### 志望による外国籍取得による喪失
国籍自由の原則から、本人が志望した場合は国籍の離脱を認めるべきと言える。国籍唯一の原則と、無国籍の防止とは別の問題であるため、国籍唯一の原則による制約とは関係ない。立法例としては志望により外国籍を取得した場合に国籍離脱を認める例が多い。

### 身分行為による喪失
このような立法がされる趣旨は身分行為による取得と同旨である。しかし、外国籍の取得が本人の志望によるものではないため（もちろん、外国籍の取得を目的で婚姻等をする場合はある）、このような立法例は少なくなっている。

### 国籍離脱の届出による喪失
国籍自由の原則から認められるが、無国籍を防止するため、外国籍を有していることを条件とする立法例が多い。日本国憲法第22条第2項は国籍離脱の自由を保障しており、国籍離脱の届出制度が存在するが、外国籍がない場合の離脱（無国籍になること）を認めていない。

### 国籍選択制度による喪失
国籍選択制度とは、二重国籍者に対し一定の期限までにいずれかの国籍の選択を義務づける制度である。二重国籍を解消することを目的としており、選択がされない場合は国籍を喪失させる措置が採られる立法例が多い。
日本においては、1984年の国籍法改正の時に導入された（施行は1985年）。もっとも、日本国籍を選択した場合は外国籍の離脱に努める義務が生じるが、国籍離脱に関する外国の法制度が様々であることなどを考慮し、その後に外国籍の離脱の手続をとらないことをもって日本国籍喪失事由とはしていない。

### 刑罰の結果としての喪失
国籍の存在する母国に敵対する国家若しくは組織の軍隊または関連する組織に加担して、母国の安全保障を害したと認められた場合、国家反逆の罪に問われ国籍を強制的に剥奪（相手国国籍に）されることがある（東京ローズ）。

## 自然人以外の国籍
国籍は本来は自然人についてのみ認められる概念であるが、法人や船舶、航空機についてもいわば擬制的に国籍という概念が用いられる場合がある。

### 法人の国籍
法人に関しては、法人に関する法律関係の準拠法の指定や、ある国の法律に基づいて成立した法人が他国でも法人として権利能力を有するかという問題がある。この点につき考察する場合に法人の国籍という概念を用い、内国法人と外国法人とに区別することが行われる場合がある。
この点については、法人の設立準拠法が内国である場合は内国法人であり、設立準拠法が外国である場合は外国法人であると考えるのが、伝統的な見解である。もっとも、第一次世界大戦の際、内国法に従って設立された法人の経営権が外国人に帰属しているような場合であっても内国法人と言えるかが問題となったことがある。

### 船舶の国籍
船舶の国籍は船籍と呼ばれ、いずれの国においても船籍の許与するための要件を定めており、船舶の製造地が自国であることを要件とする例、船舶の所有者が自国民であることを主要な要件とする例（加えて船員が自国民であることを要求する場合もある）などがある。しかし、いずれの場合にも、国際法上は抽象的に、船舶と船籍との間に「真正な関係」が存在しなければならないとされている（海洋法に関する国際連合条約91条1項）。
日本の場合には船舶法1条で船舶の日本国籍取得の要件（日本船舶の要件）が定められており、日本船舶には国旗掲揚の権利（船舶法2条）や不開港場へ寄港する権利（船舶法3条）が認められる一方、その所有者は原則として日本での船舶登記・船舶登録の義務を負うことになる（船舶法5条）。
もっとも、自国に船舶の登録を誘致するために、上記の登録要件を緩やかにしたり船舶に関する行政上の規制を緩やかにする国があり（税の優遇など　パナマが有名）、そのような国家に船籍を置く便宜置籍船が問題となっている。
なお、国際私法上、物権関係の準拠法の指定に際し、所在地に代わる連結点として使用されることが多い（日本の場合は明文の規定がないが、同様に解されている）。
「軍艦旗」、「商船旗」も参照。

### 航空機の国籍
航空機は船舶に準じた考え方が導入されており、機体にアルファベットと数字を組み合わせで登録国籍を表す機体記号を掲示する。